# Ferdinand von Schrott
Ferdinand von Schrott (6. listopadu 1843 Koper – 16. října 1921 Vídeň) byl rakousko-uherský, respektive předlitavský státní úředník, soudce a politik, na přelomu let 1899–1900 krátce ministr spravedlnosti Předlitavska ve vládě Manfreda Clary-Aldringena.

## Biografie
Chodil na gymnázium v istrijském Pazinu a Koperu. V letech 1859–1863 vystudoval práva na Vídeňské univerzitě a od roku 1865 působil ve státní službě, zpočátku na soudech v Motovunu a Pule na Istrii. Roku 1866 se stal okresním úředním aktuárem a roku 1868 soudním adjunktem. Později přešel na zemský soud v Terstu, kde zastával různé posty, přičemž roku 1878 byl jmenován nejvyšším státním zástupcem při tomto soudu. V roce 1886 se stal vrchním obhájcem u generální prokuratury Vrchního soudního a kasačního dvora ve Vídni. V roce 1897 byl jmenován sekčním šéfem na ministerstvu spravedlnosti. Specializoval se zde na reformu trestního práva. Roku 1898 byl povýšen na rytíře.
Vrchol jeho politické kariéry nastal na přelomu let 1899 a 1900, kdy se za vlády Manfreda Clary-Aldringena stal provizorním ministrem spravedlnosti coby správce rezortu. Funkci zastával v období 21. prosince 1899 – 18. ledna 1900. Po odchodu z vlády se vrátil na post u generální prokuratury Vrchního soudního a kasačního dvora ve Vídni.